# Phenylpropanoide

Struktur der namensgebenden Verbindung Phenylpropan

Phenylpropanoide (griech.: Endung -ειδἠς (-eides) „ähnlich“) ist eine Stoffgruppe natürlich vorkommender organischer Verbindungen, die in Pflanzen und Mikroorganismen aus der Aminosäure Phenylalanin, mitunter auch aus Tyrosin, synthetisiert werden. Diese beiden Aminosäuren enthalten als Grundstruktur einen Benzolring mit einer C3-Seitenkette, daher leitet sich der Name der Stoffgruppe von der einfachsten chemischen Verbindung mit diesem Strukturelement, dem Phenylpropan ab.
Der Benzolring ist häufig sowohl mit Hydroxy- als auch Methoxygruppen substituiert und die Seitenkette wird stark variiert. Sie kann C=C-Doppelbindungen enthalten und das endständige Kohlenstoffatom ist häufig zu einem Alkohol, Aldehyd oder einer Carbonsäure oxidiert. 
Pflanzen enthalten eine große Anzahl phenolischer Substanzen wie Flavonoide, Stilbene, Tannine, Lignane und Lignin, die zu den Phenylpropanoiden zählen. Neben den Terpenen sind sie häufiger Bestandteil von ätherischen Ölen und erfüllen Funktionen als Antibiotika, natürliche Pestizide, Lockmittel für Bestäuber, Schutz gegen UV-Strahlung und vieles mehr.
Zu den bekannten Vertretern aus der Gruppe der Phenylpropanoide gehören Anethol, Apiol, Zimtaldehyd, Dillapiol und Estragol.

## Vorkommen
Phenylpropanoide sind eine sehr häufig vorkommende Klasse sekundärer Pflanzenstoffe, welche die Hauptmenge der natürlich vorkommenden Phenole und Aromaten darstellt bzw. deren biosynthetische Vorstufe sind. Das strukturelle Spektrum ist sehr breit gefächert und sie erfüllen vielfältige biologische Aufgaben.
Als Beispiel für die biologische Funktion wären die Flavonoide zu nennen, die für viele Arten als Blütenfarbstoffe einen Schutz gegen ultraviolette Strahlung bieten. Relevant ist auch das Biopolymer Lignin, welches dem pflanzlichen Gewebe Stabilität gibt.

## Zimtsäuren

Zimtsäure

Ein zentrales Zwischenprodukt der meisten Phenylpropanoide stellen die Zimtsäure oder verschiedene Hydroxy- bzw. Methoxyzimtsäuren dar. In vielen Pflanzen stellen sie jedoch in Form von Konjugaten ein Endprodukt dar. Das Vorkommen bestimmter Verbindungen ist dabei häufig auf eine bestimmte Anzahl Arten begrenzt.
Die Zimtsäuren werden biosynthetisch aus Phenylalanin mit Hilfe des Enzyms Phenylalanin-Ammoniak-Lyase (PAL) hergestellt. Eine Reihe von enzymatischen Hydroxylierungen und Methylierungen führt dann zu den Zimtsäurederivaten wie p-Cumarsäure, Kaffeesäure, Ferulasäure, 5-Hydroxyferulasäure und 4-Hydroxy-3,5-dimethoxyzimtsäure. Die Ester dieser Zimtsäuren sind flüchtige Verbindungen mit herbem oder blumigem Duft und dienen dem Anlocken von bestäubenden Insekten. Ein Beispiel hierfür ist der Zimtsäureethylester.

## Zimtaldehyde und Monolignole

Coniferylalkohol

Die Reduktion der Carbonsäure-Gruppe in den Zimtsäuren führt zunächst zu den korrespondierenden Aldehyden wie Zimtaldehyd. Durch einen weiteren Reduktionschritt wird dann der entsprechende Alkohol wie Cumarylalkohol oder Coniferylalkohol hergestellt, welche Monolignole genannt werden. Diese Monolignole können zu Lignin oder Suberin polymerisieren, die als Zellwände von Pflanzen von Bedeutung sind.

Safrol

Die Phenylpropene wie Eugenol, Safrol, Myristicin, Elemicin,  Estragol sind Derivate der Monolignole und sind Bestandteile von ätherischen Ölen.

## Cumarine und Flavonoide

Umbelliferon

Die Hydroxylierung von Zimtsäure durch das Enzym Zimtsäure-4-Hydroxylase ergibt die p-Cumarsäure, die durch eine weitere Hydroxylierung in 2-Stellung und anschließende Cyclisierung Umbelliferon ergibt.
Flavonoide werden ebenfalls über die p-Cumarsäure hergestellt. Mit Hilfe der Chalkonsynthase reagiert das Cumaryl-CoA mit drei Molekülen Malonyl-CoA zum Chalkon. Eine Isomerase überführt dieses dann in Flavanon, aus welchem alle Flavonoide biosynthetisiert werden.

## Stilbenoide

trans-Resveratrol

Stilbenoide wie etwa Resveratrol sind hydroxylierte Derivate von Stilben. Sie werden gebildet durch eine alternative Cyclisierung von Zimtsäure-CoA oder Cumaryl-CoA.

## Lignane
Dimere Phenylpropanoide werden als Lignane oder Neolignane bezeichnet. Lignane sind dabei über das β-Atom der Propylseitenkette dimerisiert (z. B. im Podophyllotoxin), Neolignane über zwei andere Atome, z. B. über ein Atom der Propylkette sowie ein Atom des Aromaten (3,8′-Verknüpfung) oder über zwei Aromatenatome (z. B. 3,3′-Verknüpfung, z. B. im Honokiol).